# Canthochilum cemi
Canthochilum cemi är en skalbaggsart som beskrevs av Fernando de Zayas och Matthews 1966. Canthochilum cemi ingår i släktet Canthochilum och familjen bladhorningar. Inga underarter finns listade.